# Living in America (musikalbum)
Living in America är debutalbumet av den svenska rockgruppen The Sounds, utgivet av Warner Music den 11 november 2002.
Albumet spelades in i Stockholm tidigare samma år under produktion av Adel Dahdal och Jimmy Monell (även kända som Adel & Shootingstar). På listorna hamnade albumet trea i Sverige samt 23:a i Norge. Med första singeln, "Fire / Hit Me!", trädde gruppen in på svenska singellistan som 26:a. Den följdes upp av "Living in America", "Seven Days a Week" och "Rock 'n Roll", varav titelspåret har haft mest listframgångar som singel.
I början av maj 2003 lanserades albumet i USA under New Line Records. Utmärkande för denna utgåva är ett alternativt omslag samt att låtarna är i helt annan ordning och avslutas med det dolda bonusspåret "S.O.U.N.D.S.".

## Låtlista

### Svenska originalet
Alla låtar är skrivna och komponerade av Maja Ivarsson, Felix Rodriquez, Johan Bengtsson, Fredrik Nilsson och Jesper Anderberg. 
| Nr           | Titel                 | Längd |
| ------------ | --------------------- | ----- |
| 1.           | Dance with Me         | 3:16  |
| 2.           | Living in America     | 3:28  |
| 3.           | Mine for Life         | 4:42  |
| 4.           | Reggie                | 3:20  |
| 5.           | Like a Lady           | 3:31  |
| 6.           | Hit Me!               | 2:19  |
| 7.           | Rock 'n Roll          | 3:55  |
| 8.           | Fire                  | 3:17  |
| 9.           | Hope You're Happy Now | 4:06  |
| 10.          | Seven Days a Week     | 3:03  |
| 11.          | Riot                  | 2:58  |
| Total längd: | Total längd:          | 37:55 |

### Amerikanska utgåvan
| Nr           | Titel                   | Längd |
| ------------ | ----------------------- | ----- |
| 1.           | Seven Days a Week       | 3:01  |
| 2.           | Dance with Me           | 3:14  |
| 3.           | Living in America       | 3:26  |
| 4.           | Hit Me!                 | 2:19  |
| 5.           | Mine for Life           | 4:41  |
| 6.           | Rock 'n Roll            | 3:52  |
| 7.           | Like a Lady             | 3:29  |
| 8.           | Reggie                  | 3:21  |
| 9.           | Fire                    | 3:14  |
| 10.          | Hope You're Happy Now   | 4:06  |
| 11.          | Riot                    | 2:57  |
| 12.          | S.O.U.N.D.S. (Gömd låt) | 3:07  |
| Total längd: | Total längd:            | 44:28 |

## Listplaceringar
| Listor (2002-2003)  | Högsta placering |
| ------------------- | ---------------- |
| Norska albumlistan  | 23               |
| Svenska albumlistan | 3                |

## Medverkande
The Sounds
- Maja Ivarsson – sång
- Felix Rodriquez – gitarr
- Johan Bengtsson – bas
- Jesper Anderberg – synthesizer
- Fredrik Nilsson  – trummor

Produktion
- Jason Linn – exekutiv producent
- Adel & Shootingstar (Adel Dahdal och Jimmy Monell) – produktion och inspelning
- Howie Weinberg – mastering
- Mardyk – mixning
- Bingo Rimer, Johan Tholson, Karin Hasselberg, Staffan Flodquist – fotografier
- Karin Hasselberg & Matt Harris – skivomslag
- Sandeep Sriram – albumkoordinatör

Övriga musiker
- Nicolas Rodriguez – saxofon på "Hit Me!"
- James Iha – saxofon på "Riot"
- Jan Kask & Peter Mansson – arrangemang av "Living in America"